# Jason Mewes
Jason Mewes, né le 12 juin 1974 à Highlands dans le New Jersey, est un acteur américain.

## Carrière
Jason Edward Mewes perce l'écran en 1994 dans une comédie de Kevin Smith, Clerks : Les Employés modèles, où il joue le rôle de Jay, fidèle ami de Silent Bob, personnage à la verve impressionnante, gros fumeur d'herbe et pervers notoire, rôle qu'il reprend dans Les Glandeurs, Méprise multiple, Dogma, Jay et Bob contre-attaquent.
Par la suite, il fera des apparitions dans quasiment tous les films de son ami Kevin Smith. Une boutade lancée par Jay dans Dogma (« Un film sur nous? qui paierait pour aller voir ça ? ») est à l'origine du projet Jay & Bob contre-attaquent en 2001. Jay et Silent Bob doivent ici empêcher le tournage d'un film tiré de la BD qui met en scène leur propre vie. On peut également les apercevoir brièvement dans Scream 3 de Wes Craven, et dans un épisode de la saison 4 de la série télévisée Flash.
Jason Mewes a eu de nombreux problèmes dus à une dépendance à la cocaïne et à l'héroïne.
Depuis il a fait des films comme High Hopes, Feast, Bottom's up avec Paris Hilton, Clerks 2 où il reprend à nouveau son rôle de Jay. Entre-temps, il a aussi joué dans la série Degrassi : La Nouvelle Génération (saison 5 - épisodes 11 et 12 produit par Kevin Smith.)
Ses derniers films sont, entre autres, The Tripper de David Arquette et Zack et Miri font un porno de Kevin Smith

## Filmographie

### Acteur
- 1994 : Clerks : Les Employés modèles (Clerks.) de Kevin Smith : Jay
- 1995 : Les Glandeurs (Mallrats) de Kevin Smith : Jay
- 1996 : Drawing Flies de Matthew Gissing & Malcolm Ingram : Az
- 1997 : Méprise multiple (Chasing Amy) de Kevin Smith : Jay
- 1999 : Spilt Milk de Chris McDonnell
- 1999 : Dogma de Kevin Smith : Jay
- 1999 : Tail Lights Fade (en) de Malcolm Ingram : rôle inconnu (non crédité)
- 1999 : The Blair Clown Project de Ken Peters : le témoin n°3
- 2000 : Scream 3 de Wes Craven : Jay
- 2000 : Vulgar de Bryan Johnson : Tuott
- 2000-2001 : Clerks (Clerks : The Animated Series) - Saison 1 : Jay (voix)
- 2001 : Jay et Bob contre-attaquent (Jay and Silent Bob Strike Back) de Kevin Smith : Jay
- 2002 : Hot Rush de Kevin Du Toit
- 2002 : R.S.V.P. de Mark Anthony Galluzzo : Terry
- 2002 : High Times Potluck d'Alison Thompson : Guy
- 2003 : Pauly Shore Is Dead de Pauly Shore : Jay le MC
- 2004 : Powder: Up Here (vidéo) de Stuart Acher : Evil Villain
- 2005 : Les Pilotes de plaisance (The Pleasure Drivers) d'Andrzej Sekula : Counter Monkey
- 2005 : Conflict de Chelsea Vance : Steve
- 2005 : My Big Fat Independent Movie de Philip Zlotorynski : le répondeur (voix)
- 2005 : Feast de John Gulager : Edgy Cat
- 2005 : Jay and Silent Bob Do Degrassi (vidéo) de Philip Earnshaw et Graeme Campbell : Jason / Jay
- 2006 : National Lampoon's TV the movie de Sam Maccarone
- 2006 : Nice Guys de Joe Eckardt : Quebert
- 2006 : Clerks 2 de Kevin Smith : Jay
- 2006 : Jack's Law de Gil Medina : Bobby Mewes
- 2006 : Minoriteam - Saison 1, épisode 16 : l'agent de sécurité de l'aéroport (voix)
- 2006 : Bottom's Up (vidéo) d'Erik MacArthur : Owen Peadman
- 2007 : The Tripper de David Arquette : Joey
- 2007 : Netherbeast Incorporated de Dean Matthew Ronalds : Waxy Dan
- 2008 : Head Case - Saison 2, épisode 2 : Frederick
- 2008 : Bitten (vidéo) de Harvey Glazer : Jack
- 2008 : Fanboys de Kyle Newman : l'homme à la station essence
- 2008 : Zack et Miri font un porno (Zack and Miri Make a Porno) de Kevin Smith : Lester
- 2009 : Tom Cool de Ron Carlson
- 2009 : 2 Dudes and a Dream de Nathan Bexton : l'employé du Pink Dot / le prêtre
- 2009 : Midgets Vs. Mascots de Ron Carlson : Jason
- 2010 : Shoot the Hero de Christian Sesma : Nate
- 2010 : Todd and the Book of Pure Evil (série télévisée) : Jimmy
- 2010 : The Newest Pledge de Jason Michael Brescia : Professeur Street
- 2010 : Roommates - Saison 1, épisode 6 : Jason
- 2010 : Big Money Rustlas de Paul Andresen : Bucky
- 2010 : Repo de Ben Gourley : T.J.
- 2010 : Yitzy (court-métrage) de Joe Eckardt : Tony
- 2010 : Noah's Ark: The New Beginning de Bill Boyce et John Stronach : Ham (voix)
- 2011 : Silent But Deadly : Thomas
- 2016 : Yoga Hosers de Kevin Smith : un policier
- 2016 : Flash (The Flash) (série TV) - saison 2, épisode 21 : le gars du Humvee
- 2019 : Madness in the Method (en) de lui-même : Jay
- 2019 : Jay et Bob contre-attaquent… encore (Jay and Silent Bob Reboot) de Kevin Smith : Jay
- 2021 : Les Maîtres de l'univers : Révélation (Masters of the Universe: Revelation) (série TV) : Stinkor (voix)
- 2022 : Killroy Was Here de Kevin Smith : le gardien de l'école
- 2022 : Clerks 3 (Clerks III) de Kevin Smith : Jay
- 2024 : That '90s Show :
- 2024 : The 4:30 Movie de Kevin Smith

### Clips
- Afroman - "Because I Got High" : Jay
- Stroke 9 - "Kick Some Ass" : Jay

### Jeu vidéo
- 2006 : Scarface: The World Is Yours (voix)

### Réalisation
- 2019 : Madness in the Method (en)